# Serviceroboter
Als Serviceroboter – auch Service-Roboter geschrieben (entlehnt aus dem amerikanisch-englischen service robot) oder auch (teilweise lehnübersetzt) als Dienst(leistungs)roboter – werden Roboter bezeichnet, welche bisher einfache Dienstleistungen für den Menschen erbringen. Die International Federation of Robotics (IFR) hat den Begriff des Serviceroboters in Anlehnung an die ISO 8373:2012 wie folgt beschrieben: “A service robot is a robot which operates semi- or fully autonomously to perform services useful to the well-being of humans and equipment, excluding manufacturing operations.” Die Norm unterscheidet Dienstleistungsroboter für Privatpersonen und „professionelle Servicerobotik“. Für die Hauptzielgruppe – die Haushalte – sind vereinzelte Arten wie beispielsweise Schwimmbadroboter seit Jahren im Einsatz, ferner finden sich Staubsaugroboter, Bodenwischroboter und Rasenmähroboter.

## Merkmale
- Verrichtung einer Dienstleistung
- Kein speziell geschulter Bediener
- Oft gering- oder unstrukturierte Umgebung

## Geschichte
Die ersten Roboter wurden in den 1920er Jahren entwickelt und waren hauptsächlich für die Automatisierung von industriellen Fertigungsprozessen vorgesehen. Diese Roboter waren jedoch sehr begrenzt und konnten nur einfache Aufgaben wie das Schweißen oder das Montieren von Teilen ausführen.
In den 1950er Jahren wurden die ersten mobilen Roboter entwickelt. Diese Roboter waren in der Lage, sich fortzubewegen und einfache Aufgaben auszuführen, wie z. B. das Transportieren von Materialien in Fabriken.
In den 1960er Jahren wurden die ersten Roboter entwickelt, die für die medizinische Versorgung von Patienten eingesetzt wurden. Diese Roboter waren in der Lage, medizinische Instrumente zu halten und zu manipulieren, was die Genauigkeit von Operationen verbesserte und den Einsatz von Robotern in der Medizin vorantrieb.
In den 1980er Jahren wurden Roboter für den Einsatz in der Weltraumforschung entwickelt. Diese Roboter waren in der Lage, komplexe Aufgaben im Weltraum auszuführen, wie z. B. die Reparatur von Satelliten und die Erforschung von Planeten.
In den 1990er Jahren wurden die ersten Roboter für den Einsatz in der Landwirtschaft entwickelt. Diese Roboter waren in der Lage, Felder zu pflügen und zu ernten, was die Effizienz in der Landwirtschaft verbesserte und den Einsatz von Robotern in der Landwirtschaft vorantrieb.
In den letzten Jahren haben sich Serviceroboter in vielen verschiedenen Bereichen etabliert, wie z. B. in der Pflege und im Gesundheitswesen, im Einzelhandel und in der Sicherheit. Heutzutage können Serviceroboter eine Vielzahl von Aufgaben ausführen, wie z. B. die Unterstützung von älteren Menschen bei der Pflege, die Lieferung von Waren in Einzelhandelsgeschäften und die Überwachung von Gebäuden.
Die Entwicklung von Servicerobotern hat dazu beigetragen, die Effizienz in vielen verschiedenen Branchen zu verbessern und die Arbeitsbelastung für Menschen zu reduzieren. In Zukunft wird die Technologie hinter Servicerobotern voraussichtlich noch weiter verbessert werden, was zu einer noch größeren Verbreitung von Servicerobotern führen wird.

## Studie: Fachkräftemangel in der Gastronomie und Hotellerie
In der Schweiz leidet die Gastronomie- und Hotelbranche unter Fachkräftemangel. Eine qualitative Studie der Firma Sebotics hat ergeben, dass 42,65 % der Schweizer Hotels unter einem Mangel an ausgebildetem Personal leiden. Viele Betriebe setzen auf altbewährte Mitarbeiter-Vorteile und vernachlässigen die Entlastung der verbliebenen Mitarbeiter. Um dem Personalmangel entgegenzuwirken, hat Sebotics Serviceroboter entwickelt, die das Servicepersonal in Restaurants und Hotels unterstützen können. Die Serviceroboter haben sich bereits in einigen Betrieben etabliert und entlasten das Personal von anstrengenden Arbeiten. 35 % der befragten Gastronom/-innen und Hoteliers gaben an, offen für Serviceroboter in ihrem Betrieb zu sein. Hemmnisse bestehen jedoch in Bezug auf die Technik, ungeeignete Infrastruktur im Betrieb oder die Angst um die Arbeitsplätze der Mitarbeitenden. Serviceroboter dienen jedoch nur der Unterstützung und gefährden keine Arbeitsplätze.

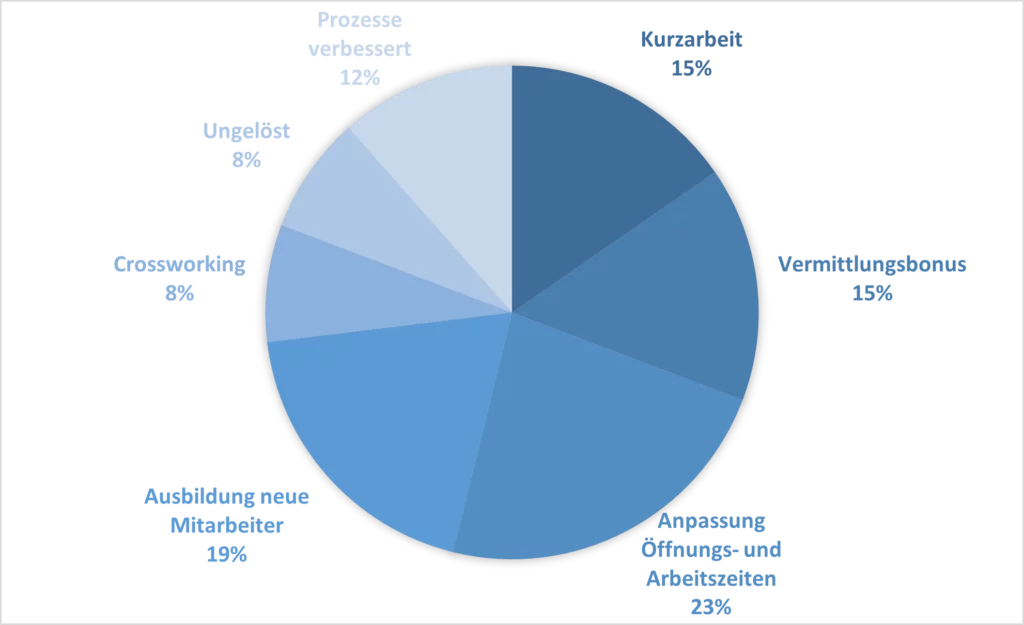
Studie von Sebotics über Fachkräftemangel in der Gastronomie und Hotellerie.

## Verbreitung

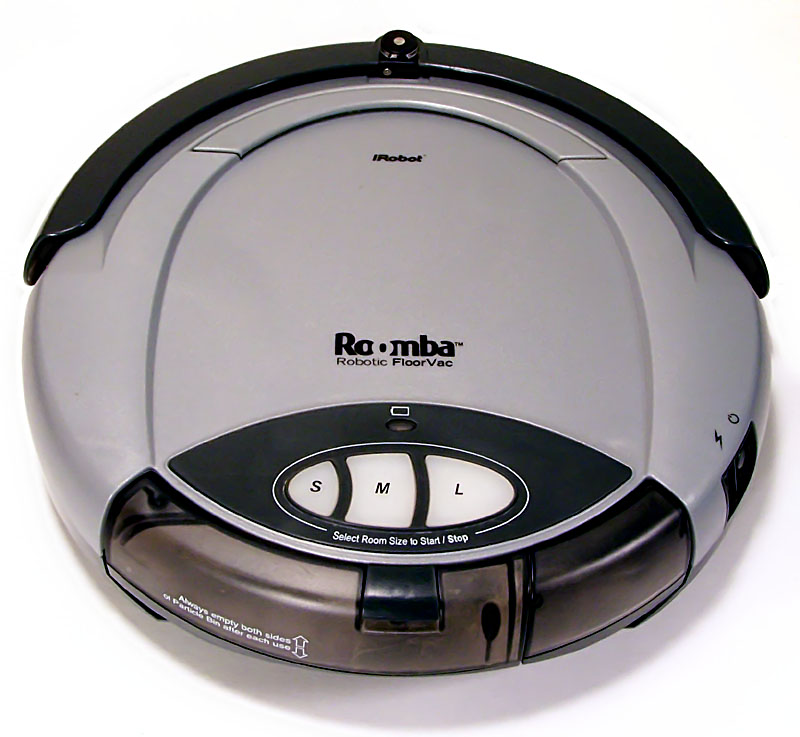
Der Staubsaugroboter „Roomba“

In Japan sind Serviceroboter weit verbreitet. Neben einfachen Tätigkeiten wie Staubsaugen werden diese zur Überwachung eingesetzt. In Europa sind zurzeit vorwiegend Staubsaugroboter und Rasenmähroboter auf dem Markt. Stand 2020 nutzt in Deutschland knapp jeder Fünfte (18 Prozent) einen Serviceroboter. In den USA sind sie zurzeit in Millionen Haushalten zu finden.
Folgende Robotertypen werden unter anderem im Handel angeboten:
- Reinigungsroboter
  - Rasenmähroboter
  - Staubsaugroboter
  - Bodenwischroboter
  - Fensterputzroboter
  - Photovoltaikreinigungsroboter
  - Regenrinnenreinigungsroboter
  - Poolreinigungsroboter
- Überwachungsroboter
- Spielzeugroboter (z. B. Aibo und Qrio)

## Forschungsprojekte
- RobotCub[9]
- RoboCup @home
- DESIRE
- Care-O-bot
- Rollin’ Justin

## Film
- Von der entstehenden Freundschaft zwischen einem älteren Demenzkranken und einem Pflegeroboter erzählt, unter Regie von Jake Schreier, der Spielfilm Robot & Frank aus dem Jahre 2012